# Spetsbladloppor
Spetsbladloppor (Triozidae) är en familj av insekter. Enligt Catalogue of Life ingår spetsbladloppor i överfamiljen bladloppor, ordningen halvvingar, klassen egentliga insekter, fylumet leddjur och riket djur, men enligt Dyntaxa är tillhörigheten istället ordningen halvvingar, klassen egentliga insekter, fylumet leddjur och riket djur. Enligt Catalogue of Life omfattar familjen Triozidae 564 arter. 

## Dottertaxa till spetsbladloppor, i alfabetisk ordning[1][2]
- Aacanthocnema
- Afrotrioza
- Anomocephala
- Bactericera
- Calinda
- Cecidotrioza
- Ceropsylla
- Cerotrioza
- Choricymoza
- Crawforda
- Egeirotrioza
- Epitrioza
- Eryngiophaga
- Eustenopsylla
- Eutrioza
- Hemischizocranium
- Hemitrioza
- Hevaheva
- Homotrioza
- Izpania
- Kuwayama
- Leptotrioza
- Leuronota
- Megatrioza
- Metatrioza
- Myrmecephala
- Neolithus
- Neotrioza
- Neotriozella
- Optomopsylla
- Ozotrioza
- Paracomeca
- Parastenopsylla
- Pauropsylla
- Paurotriozana
- Petalolyma
- Phyllopecta
- Phylloplecta
- Pseudotrioza
- Rhegmoza
- Schedoneolithus
- Schedotrioza
- Stenopsylla
- Swezeyana
- Trichochermes
- Trioza
- Triozoida